# Caer Ibormeith
En la mitologia irlandesa, Caer Ibormeith era filla del príncep Ethal Anbuail de Sid Uamuin a Connacht. En el somni d'Aengus, que va durar més d'un any, Caer Ibormeith es va quedar al costat del seu llit, tot i que quan la va tocar, ella desapareixia. Cada Samhain alternatiu es convertiria en una forma humana durant un dia, que comença a la posta de sol, i després d'això, tornaria a ser un cigne, forma en què romandria durant un any abans de tornar a ser humana el següent Samhain.
Aengus va anar a buscar aquesta noia en els seus somnis al llac de la Boca del Drac i va trobar 150 noies encadenades per parelles, la seva noia Caer Ibormeith, entre elles. A Óengus se li va dir que es podria casar amb la Caer si podia identificar-la en la seva forma de cigne. Va triar correctament i amb això Óengus es va convertir en un cigne i van volar junts, al Brú na Bóinne prop de Slane, que va ser el seu lloc de residència de llarga data. La parella va cantar una música preciosa mentre hi anaven, que va fer dormir tots els oients d'Irlanda durant tres dies i tres nits. Caer es casaria amb Aengus dels Tuatha de Dannan i, entre altres coses, es convertiria en mare adoptiva de Diarmuid.
La història de Fionnuala i els altres Fills de Lir comparteixen el motiu de la transformació en cignes, ja que els cignes i les grues associades ("grús") comparteixen la reverència mitològica irlandesa a causa, sobretot en aquest últim cas, d'estar igualment com a casa durant el vol, el terra, i a l'aigua, fet que el va convertir en una criatura especialment màgica capaç de transtar a altres mons. A més, com que la grua alta es manté dreta quan està a terra, es va associar amb el canvi de forma, tornant a la forma humana.